# Difracció de Fresnel

Geometria de la difracció, mostrant els orígens de l'obertura (o objecte difractor) i de la imatge amb un sistema de coordenades.

La difracció de Fresnel o també difracció del camp proper és un patró de difracció d'una ona electromagnètica obtinguda molt prop de l'objecte causant de la difracció (sovint una font o obertura). Més precisament, es pot definir com el fenomen de difracció causat quan el nombre de Fresnel és gran i, per tant, no pot ser usada l'aproximació Fraunhofer (difracció de raigs paral·lels).

## Història
El físic francès Augustin Jean Fresnel (1788 – 1827) investiga els fenòmens de la llum en el camp de l'òptica, i deriva aquest principi de difracció en l'any 1816.

## La integral de Difracció de Fresnel
El patró de difracció del camp elèctric en el punt (x, y, z) està donat per:
{\displaystyle E(x,y,z)=-{i \over \lambda }\iint {E(x',y',0){\frac {e^{ikr}}{r}}\cos \theta }dx'dy'}
on
{\displaystyle r={\sqrt {(x-x')^{2}+(y-y')^{2}+z^{2}}}}
{\displaystyle i\,} és la unitat imaginària,
i
{\displaystyle \cos \theta ={\frac {z}{r}}} és el cosinus de l'angle entre z i r.
La solució analítica d'aquesta integral és impossible per a tot excepte per a les geometries de difracció més simples. Per tant, aquesta integral pot calcular-se numèricament.

### La Difracció de Fresnel
La condició de validesa és una mica feble i permet que els paràmetres de dimensió de l'obstacle tinguin valors comparables: l'obertura és petita comparada amb el camí òptic. D'aquesta forma és interessant investigar en el comportament del camp elèctric només en una petita porció d'àrea propera a l'origen de la font lluminosa, és a dir per a valors de x i y molt més petits que z, en aquest cas es pot assumir que {\displaystyle \theta \approx 0}, això ve a significar que: {\displaystyle \cos \theta \approx 1}.
D'aquesta forma, igual que la difracció de Fraunhofer, la difacción de Fresnel ocorre a causa de la curvatura del front d'ona. Per a la difracció Fresnel el camp elèctric en un punt situat en (x, y, z) està donat per: 
{\displaystyle E(x,y,z)=-{i \over \lambda }{e^{ikz} \over z}\iint E(x',y',0)e^{{ik \over 2z}[(x-x')^{2}+(y-y')^{2}]}dx'dy'}
Aquesta és la integral de difracció de Fresnel; i ve a significar que si l'aproximació de Fresnel és vàlida, el camp propagat és una ona esfèrica, originada en l'obertura i movent-se al llarg de l'eix Z. La integral modula l'amplitud i la fase d'una ona esfèrica. La solució analítica d'aquesta expressió és només possible en casos molt rars. Per a casos molt simples, en els quals hi ha distàncies molts més grans ha de veure's la difracció de Fraunhofer.